# أوتيل ديو

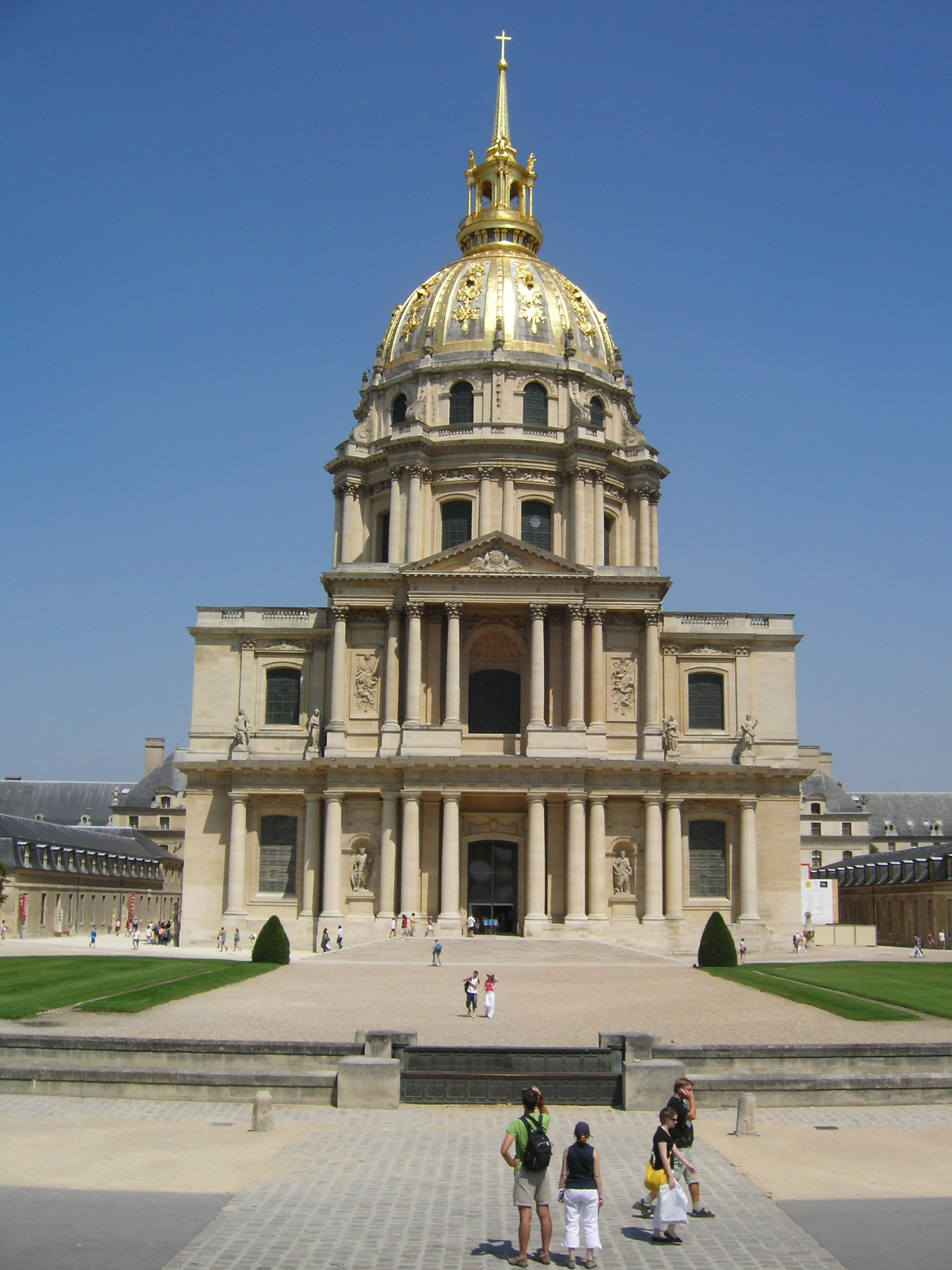
الكنيسة في ليزانفاليد في باريس، والتي تبين الصلة الوثيقة بين المستشفيات والكنيسة الكاثوليكية.

أوتيل ديو (بالفرنسيّة: Hôtel-Dieu؛ وتعني نُزل من الله) هو الاسم الذي يطلق على المستشفيات الفرنسية للفقراء والمحتاجين، والتي كانت تديرها الكنيسة الكاثوليكية. في هذه الأيام حافظت بعض هذه المباني أو المؤسسات على وظيفتها كمستشفى، في حين أن تم تحويلها بعضها إلى فنادق.
تم ربط هذه المستشفيات بالأديرة، في حين أن بعضها كان مستقلاً ولديهم أوقافًا خاصة بهم، وإرتبطت عادةً مع الملكية الفرنسية، التي وفرت الدخل لدعمهم.
وكانت بعض المستشفيات متعددة الوظائف في حين تم تأسيس الآخرين لأغراض محددة مثل مستشفيات لمرضى البرص أو الجذام، أو ملاجئ للفقراء، أو للحجاج: وليست كلها لرعاية المرضى. يعود أقدم وجود لهذه المشافي في باريس حيث بنى أوتيل ديو دو باريس سنة 660 إلى جانب كاتدرائية نوتردام دو باري.